# Brebel

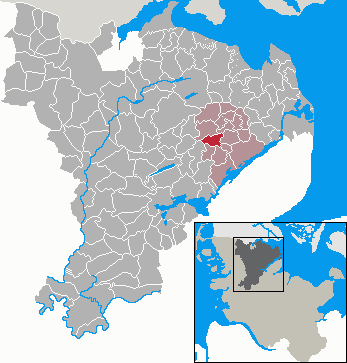
Lage der ehemaligen Gemeinde Brebel im Kreis Schleswig-Flensburg (Stand: Februar 2018)

Brebel (dänisch: Bredbøl) ist ein Ortsteil der Gemeinde Süderbrarup im Kreis Schleswig-Flensburg in Schleswig-Holstein. Billwattbrück (Bilvad Bro), Brebelholz (Bredbølskov), Brebelmoor, Brebelscheide, Loitstraße (Løjtgade) und Winkelholm (Vinkelholm) liegen im Gebiet der Ortschaft.

## Geschichte
Archäologische Funde belegen, dass das Ortsgebiet seit der Jungsteinzeit besiedelt ist. 
Brebel wurde 1231 erstmals als Brethæbøl erwähnt. Der Ortsname ist eine Zusammensetzung von dän. bred für breit und -bøl für Siedlung, die Bedeutung ist daher etwa breite Siedlung.
Zum 1. März 2018 wurde die bis dahin eigenständige Gemeinde Brebel nach Süderbrarup eingemeindet.

## Politik
Von den neun Sitzen in der letzten Gemeindevertretung hatte die Wählergemeinschaft KWB seit der Kommunalwahl 2013 sechs Sitze, die Wählergemeinschaft BfB drei. Letzter Bürgermeister war Wolfhard Kutz (KWB).

### Wappen
Blasonierung: „In Gold unten zwischen zwei blauen Wellenbalken ein blauer Wellenfaden, oben ein grünes vierblättriges Kleeblatt mit einem aufgelegten goldenen Fadenkreuz als Blattadern“.
Das Kleeblatt im Wappen von Brebel spiegelt die vier Ortsteile Brebelholz, Groß Brebel, Klein Brebel und Loitstraße wider. In seiner Schlichtheit strahlt es außerdem die Harmonie zwischen den Ortsteilen aus. Das aufgelegte Fadenkreuz steht für die aus Landes- und Bundesstraße gebildete Straßenkreuzung im Ortszentrum. Dieses „Fernverkehrskreuz“ ist für die wirtschaftliche Entwicklung Brebels von Bedeutung. Es drückt zugleich die Offenheit der Bevölkerung nach allen Richtungen hin aus. Die Wellenbalken im Schildfuß vertreten die das Ortsgebiet durchfließenden und abgrenzenden Wasserläufe.

## Wirtschaft
Brebel wandelt sich von einem landwirtschaftlich geprägten Ort zu einem Wohnort.

## Persönlichkeiten
- Theodor Ohlsen (1855–1913), Maler, wurde in Klein-Brebel geboren
- Rolf Andresen (1925–2008), Sportfunktionär, wurde in Brebelholz geboren